# カルド・デ・シエテ・マレス
カルド・エス・シエテ・マレス（スペイン語：Caldo de siete mares、原義は「七つの海のスープ」）、あるいはカルド・デ・マリスコス（スペイン語：caldo de mariscos、原義は「シーフードのスープ」）は、メキシコ料理における魚のシチュー。メキシコの沿岸地域で一般的である。トマト、および魚かシーフードのスープと現地の新鮮なシーフードから作られることが多く、他のメキシコのスープと同様に、薄いスープで素早く調理される。